# مادي موسلمان
مادي موسلمان (مواليد 16 يونيو 1998) هي لاعبة كرة ماء أمريكية، فازت مع منتخب الولايات المتحدة على الميدالية الذهبية في أولمبياد 2016 و2020.